# Grande Marsiglia
Per Grande Marsiglia si intende la conurbazione attorno alla città di Marsiglia.
Tale concetto è apparso per la prima volta negli anni sessanta, ma è stato utilizzato per designare entità diverse. Attualmente, tale area ricopre metà del dipartimento Bouches-du-Rhône, inglobando così anche Aix-en-Provence. Per il retaggio storico-culturali è Marsiglia ad essere considerata generalmente il centro di questa conurbazione, ma spesso ci si riferisce alla stessa semplicemente come Aix-Marseille, termine usato anche dallo stesso INSEE.
Tale agglomerazione urbana bicefala non ha un'amministrazione ufficiale e, anzi, esistono diverse intercomunità, cioè associazioni di comuni, a sottolineare i dissensi che son nati e cresciuti in seno al concetto di Grande Marsiglia.
Dal 2000 al 2015 l'unione a carattere amministrativo più importante è la Communauté urbaine Marseille Provence Métropole, cioè un'associazione di Marsiglia con molti comuni satelliti limitrofi, istituita con carattere di comunità urbana, cioè il più alto livello di cooperazione intercomunale, secondo la legge nº 99-586 del 12 luglio 1999. Un altro importante raggruppamento amministrativo è quello di Aix e limitrofi, la Comunità d'agglomerazione dei paesi d'Aix, collettività comunale che, per definizione e statuto, ha minori poteri rispetto a una "comunità urbana".
La comunità urbana di Marsiglia, istituita il 7 luglio 2000, era al terzo posto, tra le omologhe francesi, per numero di abitanti, dopo Lione e Lilla, con 1 623 abitanti per km² (991 953 abitanti su un'area di 604,75 km²). Il 1º gennaio 2016 è confluita, assieme a cinque comunità d'agglomerazione, nella metropoli Aix-Marsiglia-Provenza.
Alcuni comuni hanno rifiutato di parteciparvi, come Aubagne e La Penne-sur-Huveaune, che appartengono a una propria intercomunalità (comunità d'agglomerazione Garlaban-Huveaune-Sainte-Baume, mentre il comune di Gardanne non appartiene a nessuna istituzione cooperativa intercomunale.
L'area raggruppa un totale di 18 comuni
| Comune                    | Abitanti | Superficie | Densità | Numero di delegati alla CU |
| ------------------------- | -------- | ---------- | ------- | -------------------------- |
| Marsiglia                 | 798 430  | 24 062     | 3 318   | 82                         |
| Marignane                 | 34 006   | 2 316      | 1 468   | 12                         |
| La Ciotat                 | 31 923   | 3 146      | 1 015   | 11                         |
| Allauch                   | 18 907   | 5 030      | 376     | 5                          |
| Châteauneuf-les-Martigues | 11 375   | 3 165      | 359     | 4                          |
| Plan-de-Cuques            | 10 503   | 852        | 1 233   | 4                          |
| Septèmes-les-Vallons      | 10 202   | 1 784      | 572     | 4                          |
| Gignac-la-Nerthe          | 9 193    | 864        | 1 064   | 3                          |
| Cassis                    | 7 998    | 2 687      | 298     | 5                          |
| Sausset-les-Pins          | 7 234    | 1 210      | 598     | 3                          |
| Carnoux-en-Provence       | 7 035    | 345        | 2 039   | 3                          |
| Saint-Victoret            | 6 810    | 473        | 1 440   | 3                          |
| Carry-le-Rouet            | 5 998    | 1 010      | 594     | 3                          |
| Gémenos                   | 5 485    | 3 275      | 167     | 3                          |
| Roquefort-la-Bédoule      | 4 733    | 3 115      | 152     | 4                          |
| Ensuès-la-Redonne         | 4 542    | 2 583      | 176     | 3                          |
| Le Rove                   | 4 028    | 2 297      | 175     | 3                          |
| Ceyreste                  | 3 636    | 2 261      | 161     | 3                          |
| Totali                    | 982 038  | 60 475     | 1 624   | 157                        |